# Henckel von Donnersmarck

Stammwappen der Henckel von Donnersmarck

Henckel von Donnersmarck ist eine österreichisch-deutsche Adelsfamilie. Sie hat ihren Ursprung in der früher oberungarischen Landschaft Zips (slowakisch Spiš), wo die Vorfahren als Kleinadel im Stuhl der zehn Lanzenträger aktiv waren. Nach ihrem deutschen Geschlechternamen waren sie möglicherweise, aber keinesfalls automatisch gesichert, Nachkommen deutscher Siedler in Ungarn.
Die seit 1593 briefadelige Familie stieg zunächst durch Handel in Österreich, dann durch Grundbesitz und Bergbau in Oberschlesien zu großem Reichtum und einem der wenigen Magnatengeschlechter auf.

## Geschichte
Stammvater der Familie ist ein im 14./15. Jahrhundert erwähnter Henckel de Quintoforo aus Donnersmark in der heutigen Slowakei, das seinen lateinischen wie auch seinen deutschen, slowakischen und ungarischen Namen dem Markt verdankt, der dort donnerstags stattfand (Quinto – fünf, Donnerstag ist der fünfte Tag der Woche, da im Christentum Sonntag der erste Tag ist. Foro – (Forum) Platz, hier: Marktplatz). Die Familie entstammte dem „Lanzenadel“ (nobilitas lanceatorum), einer kleinadligen Schicht in der südlichen Zentral-Zips, die in einer ausgegliederten Sonderprovinz, dem „Kleinen Komitat“ des Stuhls der zehn Lanzenträger autonome Selbstverwaltung ohne Gefolgschaft an hochadelige Magnaten und ein eigenes Adelsrecht erhielten, dafür dem ungarischen König direkt Abgaben entrichteten und zehn Lanzenreiter für sein Heeresaufgebot zu stellen hatten. Der Ursprung dieser privilegierten Sonderschicht ist unbekannt, es gibt Hypothesen, dass sie auf ungarische Grenzwachen oder Szekler (ungarische autonome Grenzsiedler) oder auf den altslowakischen Stammesadel der Region Zips zurückgehen, oder sich erst seit den 1240er Jahren neu formierten (siehe Artikel Kleines Komitat). Sie sind mit einem anderen ehemaligen Lanzenadels-Geschlecht der Thurzo stammverwandt, die ebenfalls im 16. Jahrhundert zu sehr erfolgreichen Bergbauunternehmern und Hochadeligen aufstiegen, denn im 14. Jahrhundert hatte ein jüngerer Sohn Petrus Thurzo die Erbin der nachkommenlosen Henckel geheiratet und führte das Geschlecht weiter, was nach dem Adelsrecht des Lanzenadels möglich war.
Der deutsche und ungarische König Sigismund von Luxemburg verlieh den Brüdern Peter, Jakob und Nikolaus Henckel de Quintoforo am 1. August 1417 in Konstanz, zur Zeit des dort stattfindenden Konstanzer Konzils, ein Wappen. Dabei erhielten sie dasselbe Wappen, wie die Thurzo, nur in anderer Farbgebung, denn die Verwandtschaft war bekannt.
Lazarus I. Henckel von Donnersmarck „der Ältere“ (1551–1624) ging nach Wien und begann als Faktor einer Ulmer Firma mit Waren- und Geldhandel, baute ab 1581 eine eigene Firma zum Großhandel mit Vieh, Tuchen und Wein auf, erwarb 1591 ein Weingut und später noch andere Ländereien. Eine ungarische Adelsbestätigung für das Gesamtgeschlecht mit „de Quintoforo, aliter von Donnersmarckh“ erfolgte am 27. April 1593. Lazarus I. vergab zwischen 1595 und 1600 hohe Kredite für die Türkenkriege an die kaiserliche Hofkammer und beteiligte sich 1603 an den Kupferbergwerken in Neusohl. 1607 wurde sein Adelsdiplom bestätigt, 1608 bekam er das Böhmische Inkolat, 1615 wurde er in den Freiherrenstand erhoben. Er legte als Finanzier Kaiser Rudolfs II. die eigentliche Basis für den Aufstieg der Familie. Obwohl er am lutherischen Glauben festhielt, bekleidete er hohe Ämter in Wien (Ratsmitglied, Stadtgerichtsbeisitzer). Kurz vor seinem Tod verpfändete Kaiser Ferdinand II. ihm 1623 die schlesischen Herrschaften Beuthen, Oderberg und Neudeck.
Sein Sohn, Lazarus II. (1573–1664), genannt Lazy, erwarb die Pfandgüter 1629 zu Eigentum. Er wurde am 18. Dezember 1636 in Regensburg von Kaiser Ferdinand II. ebenfalls zum erbländisch-österreichischen Freiherrn und zugleich zum Reichsfreiherrn erhoben mit dem Namen Henckel von Donnersmarck auf Gfell und Wesendorf. Am 29. Juli 1651 wurde er in Innsbruck vom Tiroler Landesfürsten Erzherzog Ferdinand Karl in den erbländisch-österreichischen Grafenstand erhoben. Am 5. März 1661 wurde ihm von Kaiser Leopold I. in Wien auch der böhmische Grafentitel verliehen.
1670 teilte die Familie ihr Erbe in die Fideikommisse Beuthen sowie Tarnowitz-Neudeck auf. Es entstanden dadurch die katholische Linie Beuthen-Siemianowitz und die protestantische Linie Tarnowitz-Neudeck. Am 14. November 1697 folgte in Wien die „Erhebung“ von Beuthen zur Freien Standesherrschaft.
Graf Carl Lazarus aus Neudeck (1772–1864) betrieb auf seinem Grundbesitz Steinkohlenbergbau und errichtete Eisen- und Zinkhütten sowie Walzwerke. Sein Sohn Guido erbte diese, übernahm die zuvor verpachteten Unternehmen in Eigenregie und weitete sie durch Gründung von Aktiengesellschaften erheblich aus, so die Vereinigte Königs- und Laurahütte. Er besaß 27.500 ha Land und war 1913 mit einem geschätzten Vermögen von 254 Millionen Mark die zweitreichste Person in Preußen nach Gustav Krupp von Bohlen und Halbach. Graf Guido erhielt am 18. Januar 1901 in Berlin vom deutschen Kaiser Wilhelm II. den preußischen Fürstentitel als Graf Henckel, Fürst von Donnersmarck. Den Kaiser verband schon seit längerem eine Freundschaft mit Guido, den er regelmäßig auf Schloss Neudeck zur Jagd besuchte. Dieser errichtete am 8. Mai 1916 in einem notariellen Akt die Fürst Donnersmarck-Stiftung zur Unterstützung von Menschen mit Behinderung, damals als „Stiftung Fürst Donnersmarck-Institut zu Berlin“. Nach Fürst Guido ist das Bergwerksmuseum Guido benannt. Er starb 1916 und erlebte so nicht mehr die Abtretung Ostoberschlesiens an Polen als Folge des Versailler Vertrags. Die Familie wurde 1945 von den Kommunisten enteignet. Die von Graf Guido 1853 gegründete Schlesische AG für Bergbau und Zinkhüttenbetrieb hatte ihren Sitz vor Kriegsende nach Braunschweig verlegt und wurde 1971 von der Familie an die Metallgesellschaft AG verkauft. Weitere Firmenbeteiligungen mit Sitz in Westdeutschland, unter anderem an der Alexanderwerk AG und Beton- und Monierbau AG, der Besitz in Österreich sowie umfangreicher Grundbesitz am Tegernsee blieb der Familie erhalten.

## Besitzungen
Lazarus I. Henckel von Donnersmarck erwarb 1591 das niederösterreichische Weingut Nußdorf ob der Traisen und begann mit einem umfangreichen Weinhandel. Auch die Güter und Herrschaften Gföll (Gföhl), Wesendorf (Vösendorf) und Weißenkirch kamen zunächst als Pfand und schließlich ganz in seinen Besitz. 1623 vergab Kaiser Ferdinand II. in seiner Eigenschaft als König von Böhmen die Herrschaften Beuthen, Oderberg und Neudeck pfandweise an ihn, sein Sohn Lazarus II. erwarb sie 1629 zu Eigentum. Ab 1697 wurde das vormalige Herzogtum Beuthen dann in eine Freie Standesherrschaft für den Grafen Leo Ferdinand umgewandelt, die nach dem Ersten Schlesischen Krieg 1742 wie fast ganz Schlesien von Österreich an Preußen fiel.

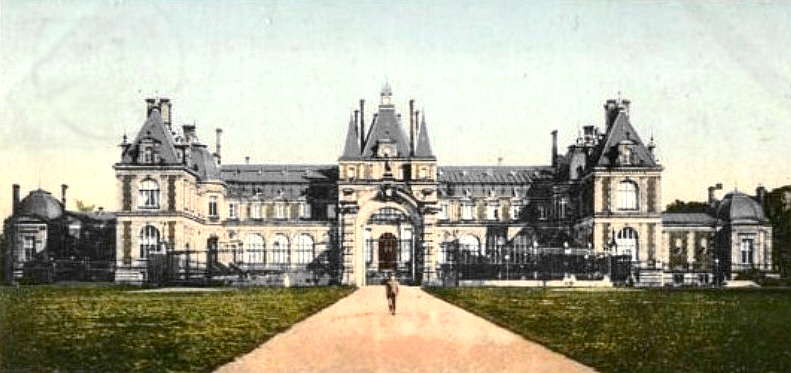
Neues Schloss Neudeck

1670 wurde das Familienerbe in die Fideikommisse Beuthen sowie Tarnowitz-Neudeck geteilt. Der erste Vertreter der protestantischen Tarnowitz-Neudecker Linie war Carl Maximilian Graf Henckel von Donnersmarck, der die alte Burg in Neudeck zwischen 1670 und 1680 im Renaissancestil umgestalten ließ; im 18. Jahrhundert wurde es barockisiert und im 19. Jahrhundert im Tudorstil erweitert. 1868 ließ Fürst Guido mit Schloss Neudeck ein neues, zweites Schloss erbauen. 1945 wurde der Besitz enteignet, die Schlösser zerstört.
Zum oberschlesischen Besitz gehörten auch Tarnowitz, Siemianowitz (wo 1835 die Laura-Hütte entstand), Annaberg, Polnisch Krawarn, Nakło Śląskie und Grambschütz, ferner das mährisch-schlesische Oderberg und das niederschlesische Romolkwitz sowie das Rittergut Pölzig und Schloss Hirschhügel in Thüringen. Seit 1846 ist Schloss Wolfsberg (Kärnten) im Besitz der Familie.

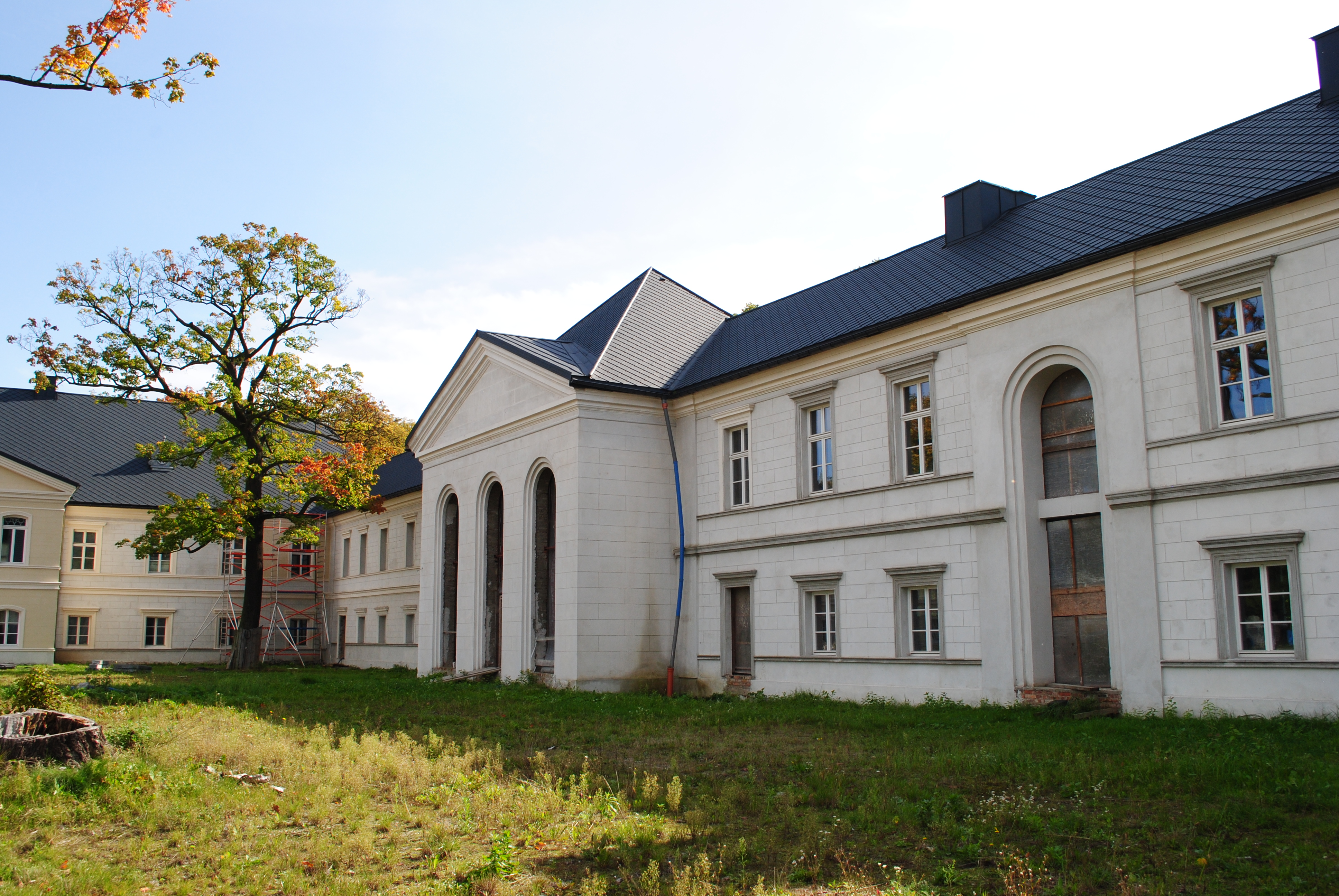
Schloss Siemianowitz
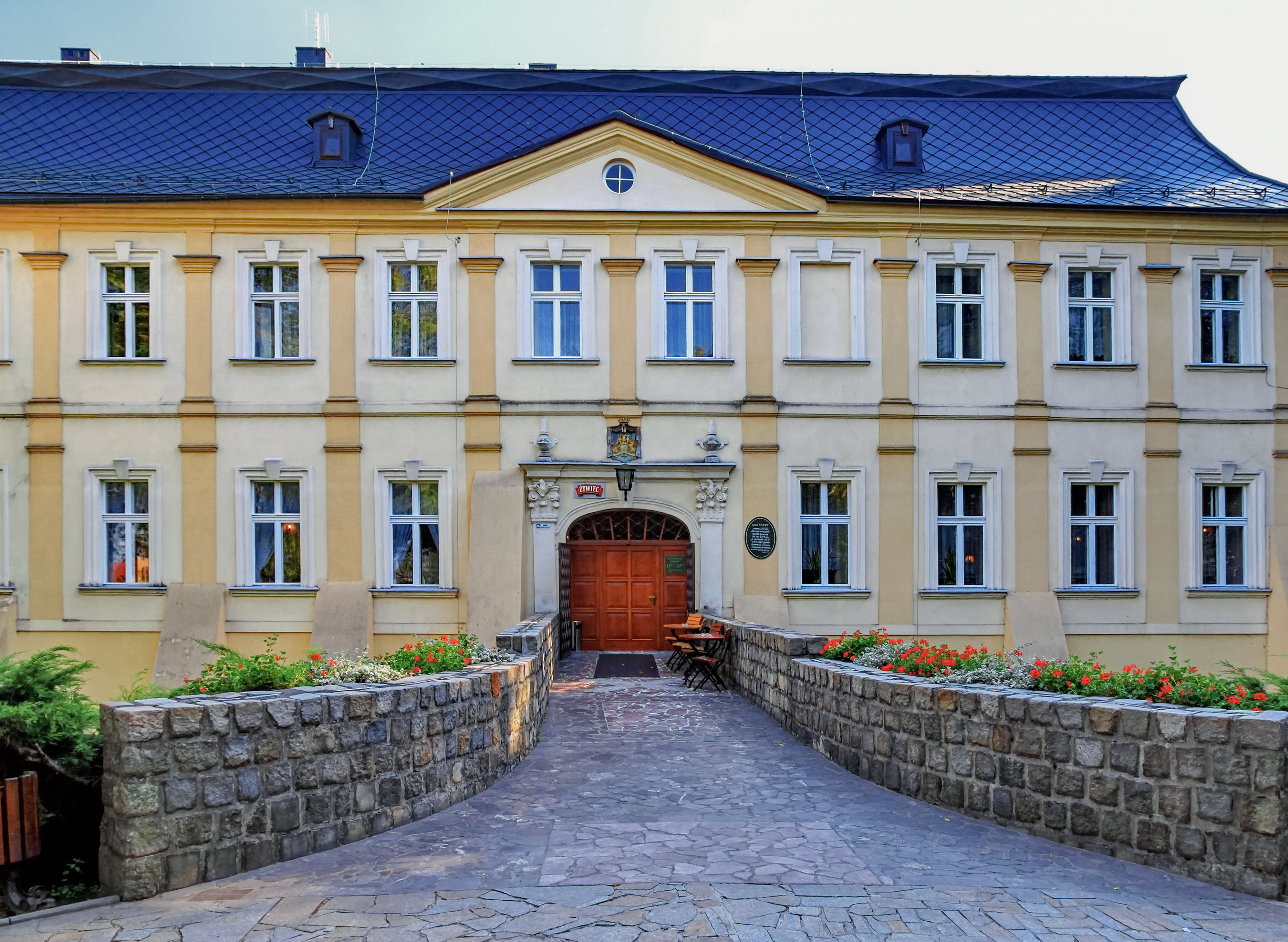
Schloss Annaberg
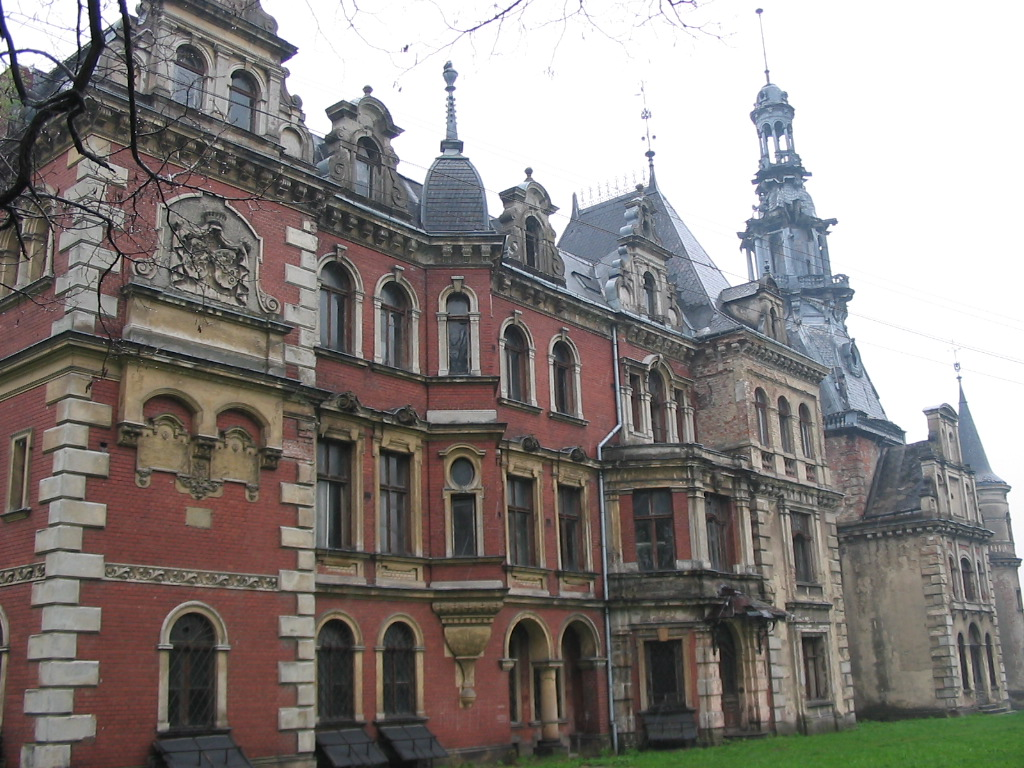
Schloss Polnisch Krawarn
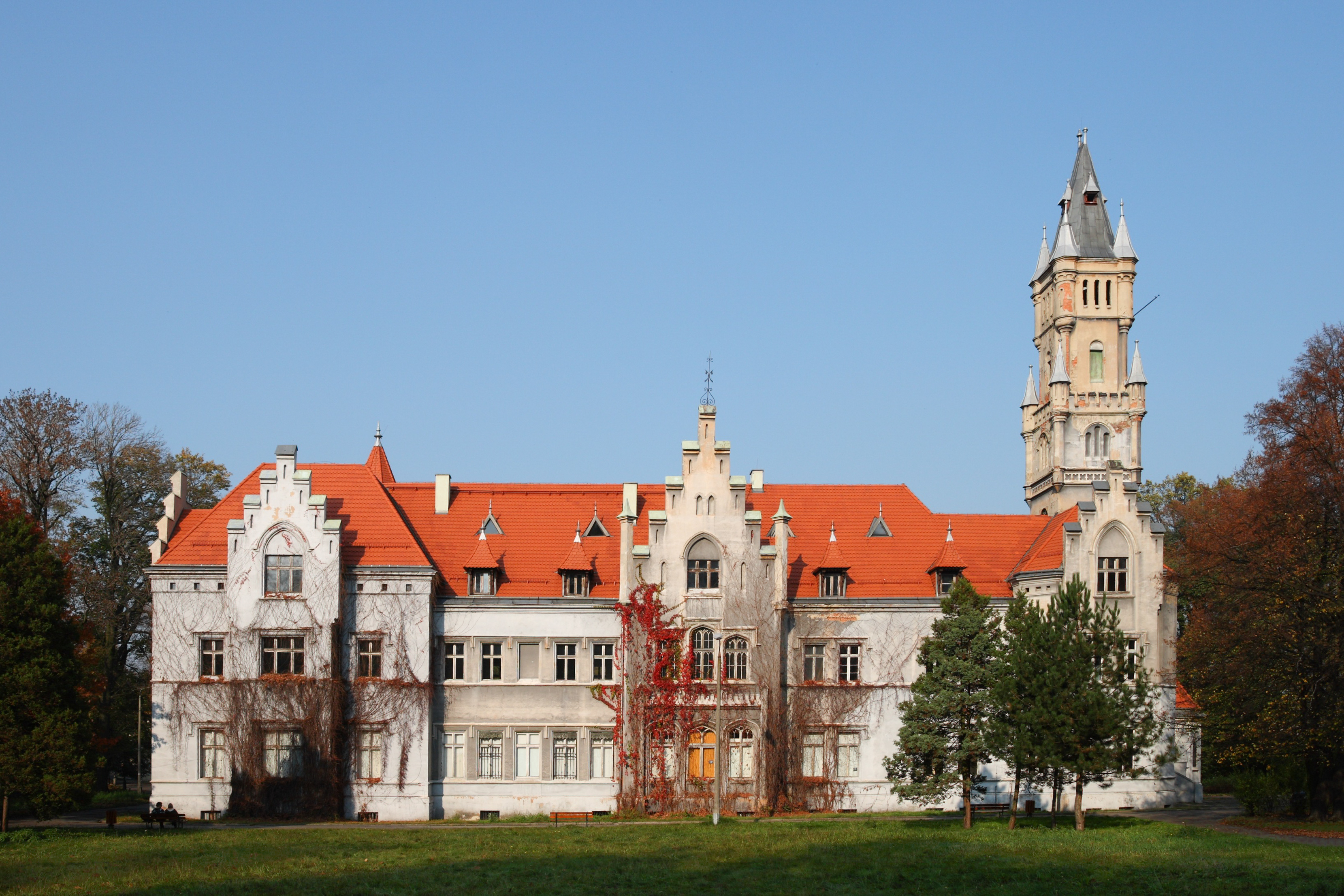
Schloss Nakło
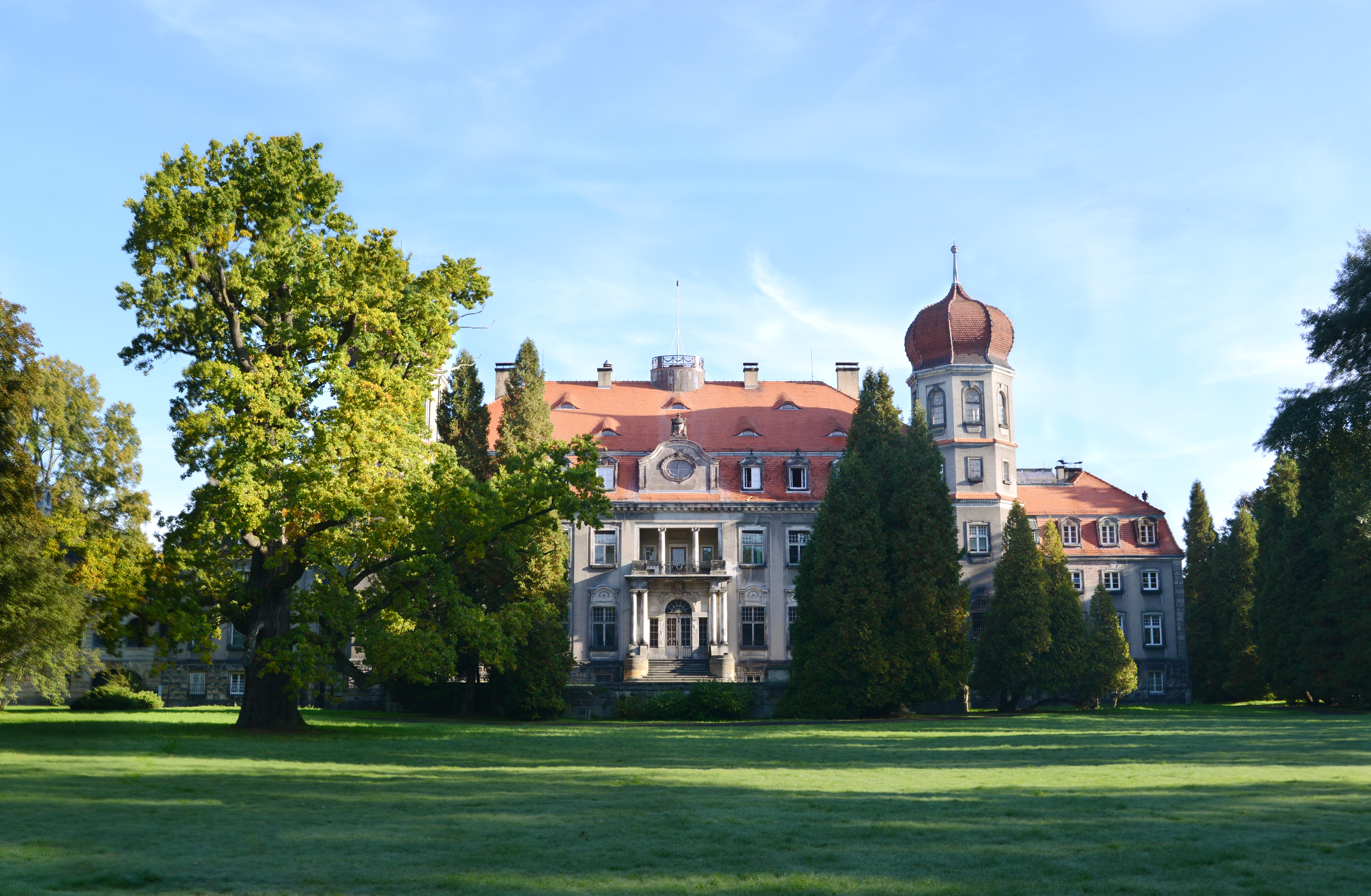
Schloss Brynek
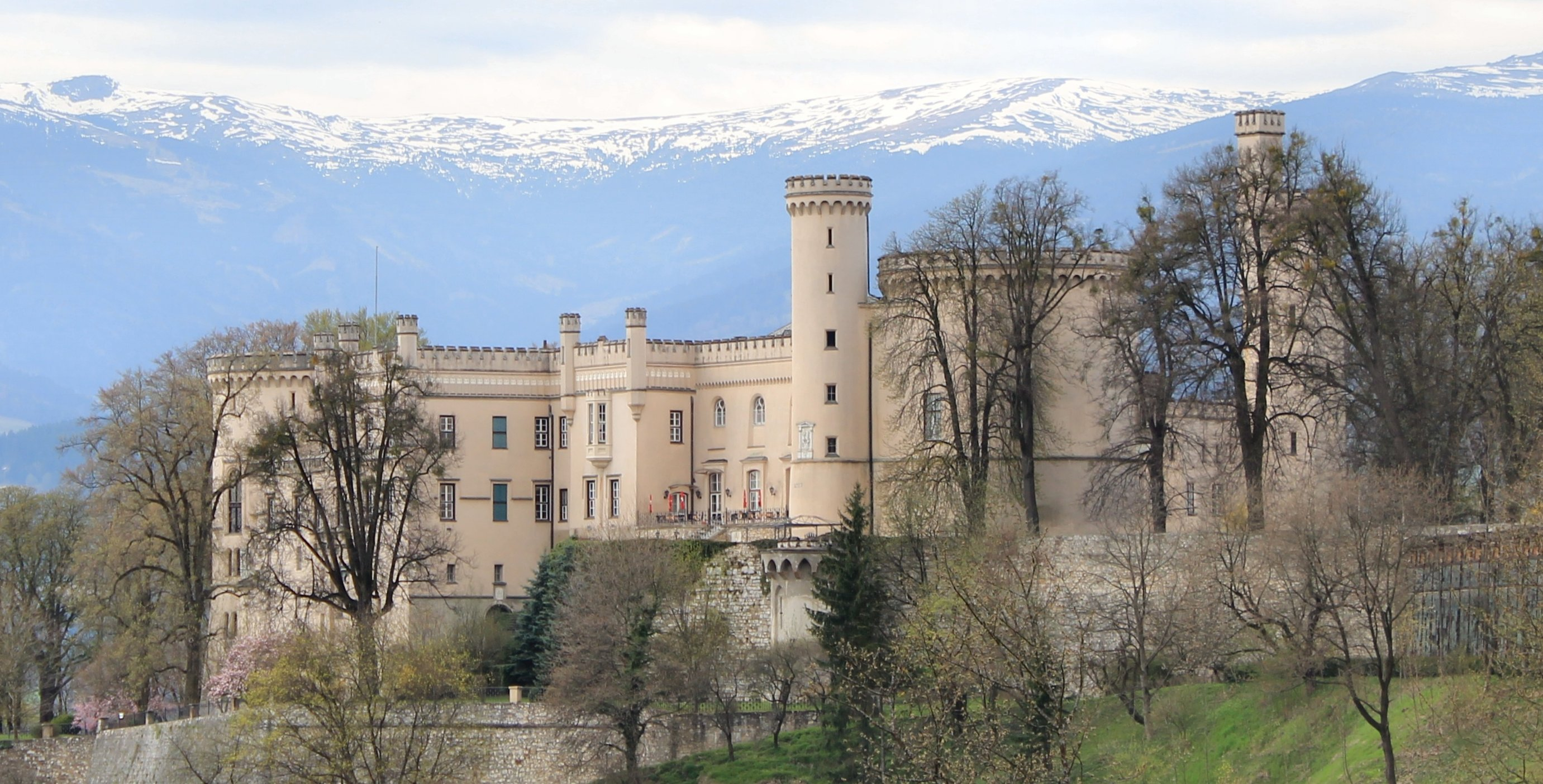
Schloss Wolfsberg (Kärnten)

## Wappen
Das Stammwappen zeigt in geteiltem Schild oben in Gold einen wachsenden gold-gekrönten blauen Löwen, unten in Rot drei (2:1) silberne Rosen. Auf dem Helm mit blau-goldenen Decken der Löwe wachsend.

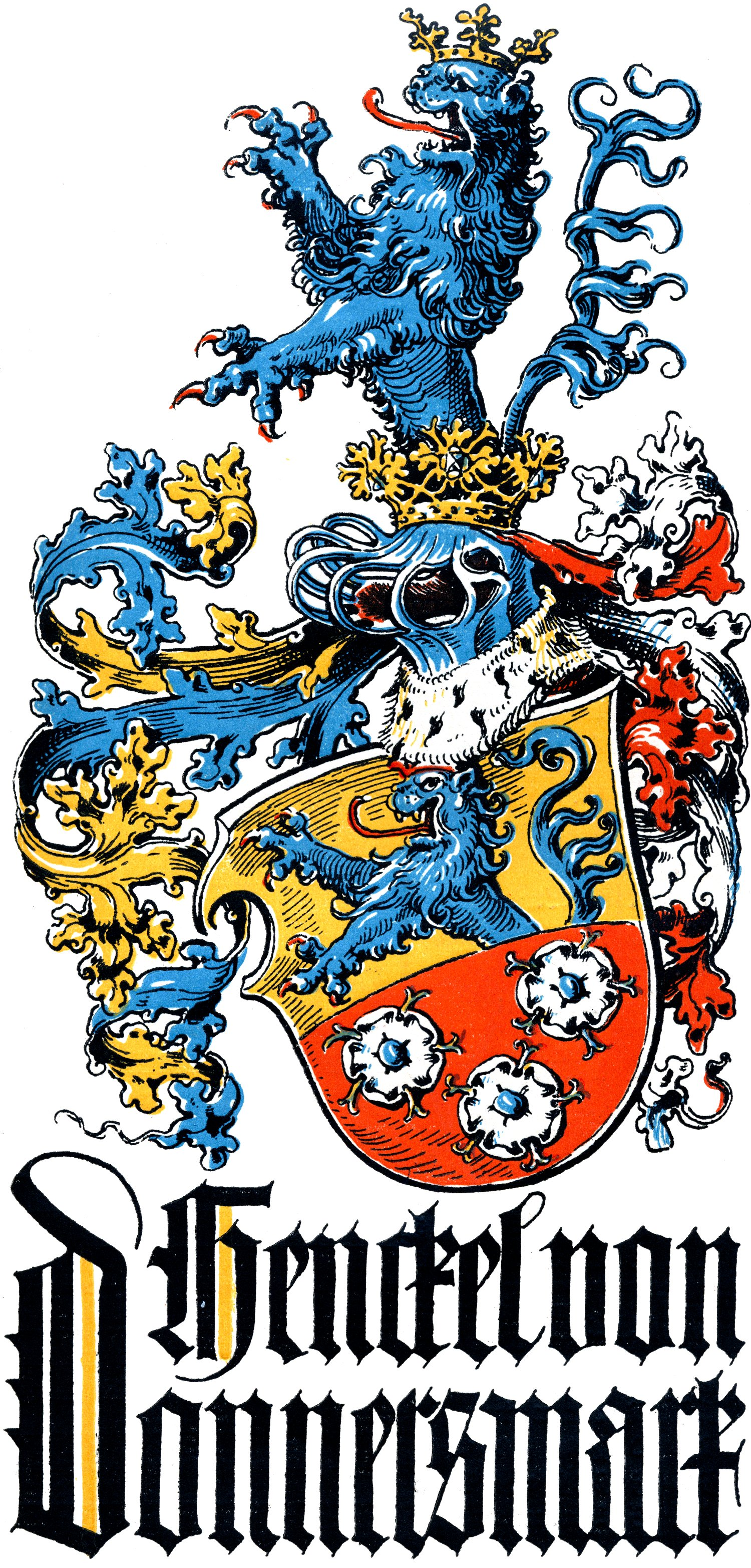
Stammwappen von Otto Hupp im Münchener Kalender von 1901
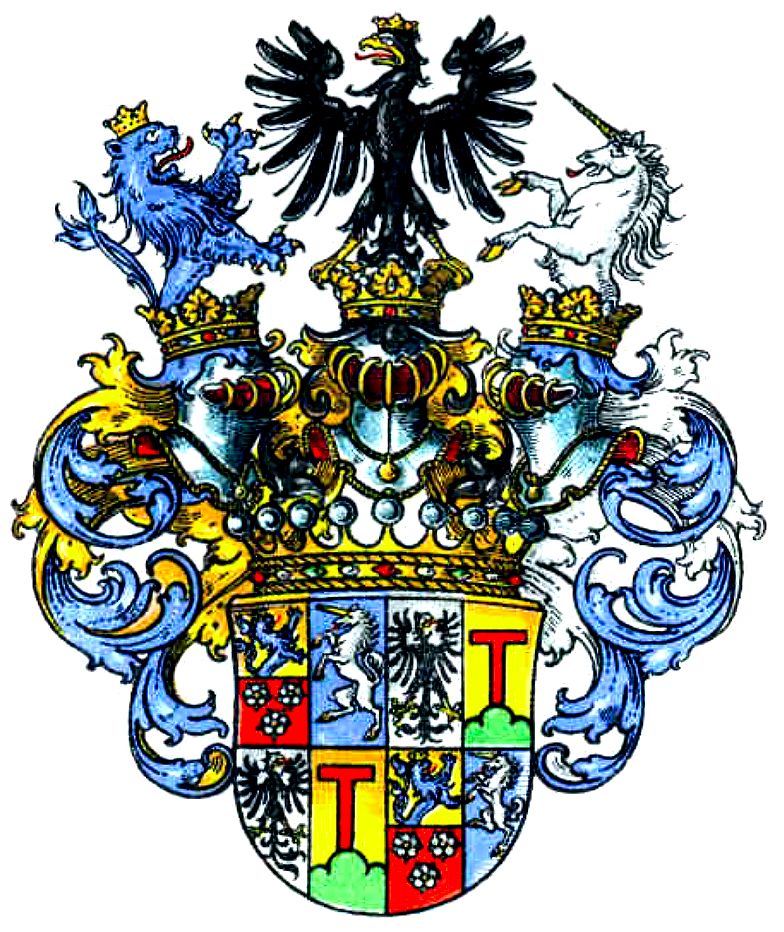
Wappen der Grafen Henckel von Donnersmarck
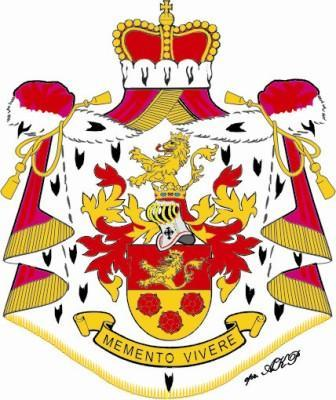
Wappen der preußischen Fürsten Henckel von Donnersmarck 1901
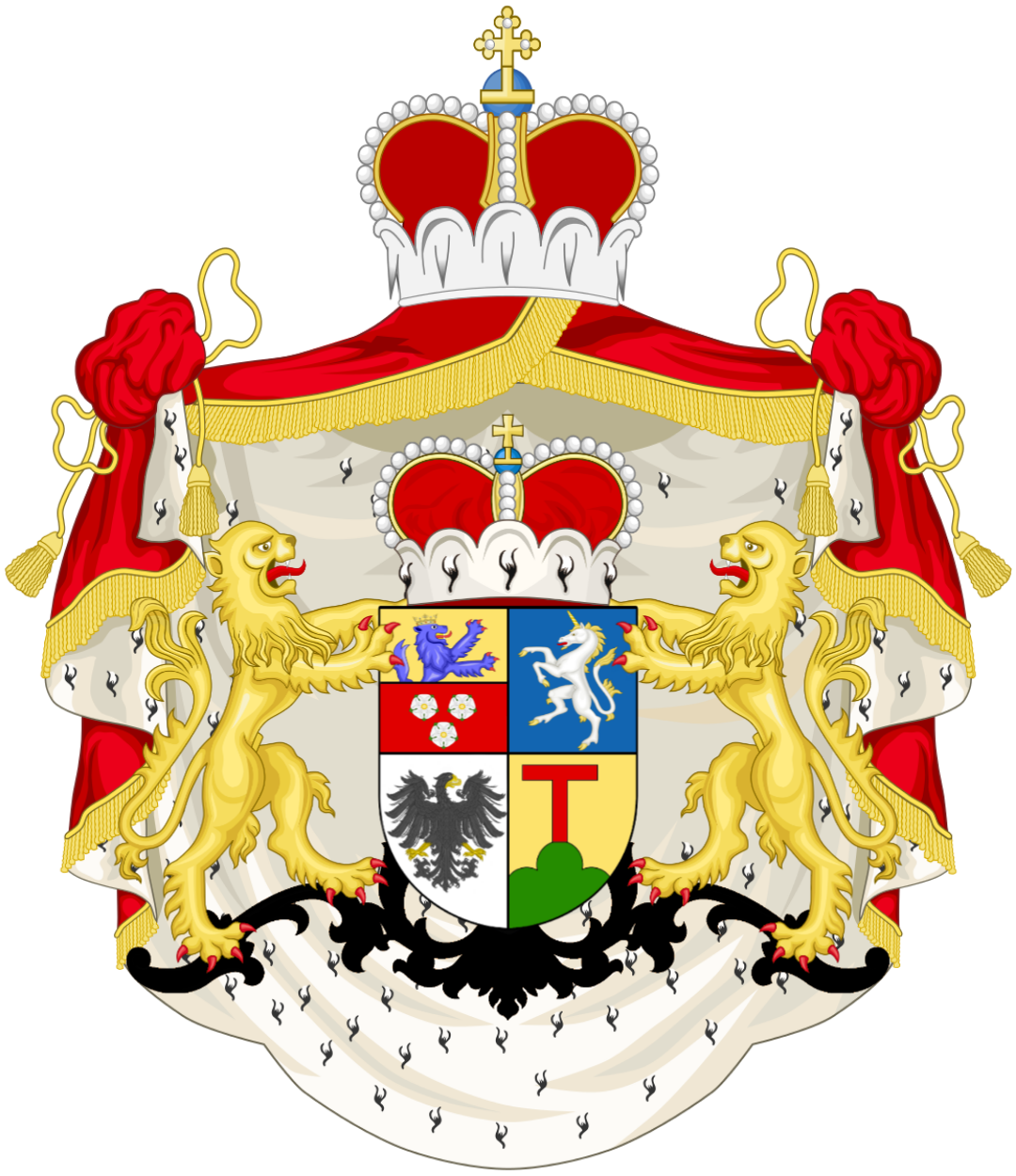
Alternatives Wappen der preußischen Fürsten Henckel von Donnersmarck 1901

## Familienmitglieder
- Lazarus I. Henckel von Donnersmarck (1551–1624), Großhändler, Bankier und Bergbauunternehmer
- Lazarus III. Henckel von Donnersmarck (1729–1805), Standesherr und Montanindustrieller
- Lazarus Henckel von Donnersmarck (General) (1785–1876), deutscher Generalleutnant
- Lazarus Henckel von Donnersmarck (Diplomat) (1817–1887), deutscher Rittergutsbesitzer, Hofbeamter und Diplomat
- Lazarus IV. Henckel von Donnersmarck (1835–1914), deutscher Rittergutsbesitzer und Politiker (Zentrum), MdR

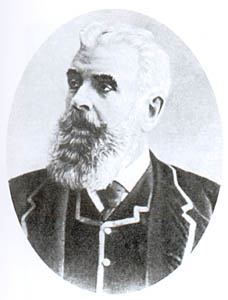
Guido Graf Henckel, Fürst von Donnersmarck (1830–1916), Bergwerks-, Eisenhütten- und Großgrundbesitzer

- Erdmann Heinrich Henckel von Donnersmarck (1681–1752), Pietist und Erbauungsschriftsteller
- Erdmann Gustav Henckel von Donnersmarck (1732–1805), preußischer Landrat und Direktor der Ober-Schlesischen Landschaft
- Viktor Amadeus Henckel von Donnersmarck (1727–1793), General, Gouverneur von Königsberg, des.[6] Komtur der Kommende Süpplingenburg
- Elias Maximilian Henckel von Donnersmarck (1748–1827), preußischer Generalmajor
- Gabriel Ludwig Henckel von Donnersmarck (1750–1798), preußischer Landrat
- Eleonore Maximiliane Ottilie Henckel von Donnersmarck, geb. von Lepel (1756–1843), seit 1804 Oberhofmeisterin in Weimar
- Carl Joseph Traugott Henckel von Donnersmarck (1773–1850), königlich preußischer Rittmeister und Landrat
- Carl Lazarus Henckel von Donnersmarck (1772–1864), deutscher freier Standesherr und Industrieller
- Wilhelm Ludwig Viktor Henckel von Donnersmarck (1775–1849), preußischer Generalleutnant
- Henriette Ulrike Ottilie von Pogwisch (1776–1851), geborene Henckel von Donnersmarck, Mutter der Ottilie von Goethe
- Leo Victor Felix Henckel von Donnersmarck (1785–1861), deutscher Botaniker
- Hugo Henckel von Donnersmarck (1811–1890), Land- und Industriebesitzer
- Pauline Henckel von Donnersmarck (Marquise de Païva oder La Païva; * 1819 als Esther Lachmann, † 1884), Pariser Lebedame und französische Kurtisane
- Guido Graf Henckel, Fürst von Donnersmarck (1830–1916), Land- und Industriebesitzer
- Viktor Henckel von Donnersmarck (1854–1916), deutscher Diplomat, auf Schloss Hirschhügel
- Hugo III. Henckel von Donnersmarck (1857–1923), deutscher Magnat und Offizier
- Katharina Henckel von Donnersmarck (* 1862 als Katharina Slepzow, † 1929), zweite Ehefrau von Guido Henckel von Donnersmarck
- Edwin Henckel von Donnersmarck (1865–1929), Montanunternehmer und Mitglied des Preußischen Abgeordnetenhauses (Zentrum)
- Margarete Szápáry (1871–1943), katholische Frauenbewegung (geboren als Margarete Henckel von Donnersmarck, Ehefrau von Sandor Graf Szapáry)
- Odo Deodatus I. Tauern (1885–1926), Ethnologe, Stammvater der Nebenlinie Tauern des Adelsgeschlechts Henckel von Donnersmarck
- Georg Graf Henckel von Donnersmarck (1902–1973), Mitglied des Deutschen Bundestages
- Augustinus Heinrich Graf Henckel von Donnersmarck (1935–2005), Priester, Prämonstratenser, Unternehmensberater
- Leo-Ferdinand Graf Henckel von Donnersmarck (1935–2009), 1997 bis 2006 Präsident der Deutschen Assoziation des Malteserordens, 2003–2009 Mitglied im Kuratorium der Fürst Donnersmarck-Stiftung
- Gregor Henckel-Donnersmarck (Ulrich Maria Karl Graf Henckel von Donnersmarck) (1943–2025), 67. Abt des Stiftes Heiligenkreuz
- Sebastian Henckel von Donnersmarck (* 1972), deutscher Filmregisseur, Drehbuchautor, Regisseur und Filmproduzent
- Florian Henckel von Donnersmarck (* 1973), Filmregisseur (Oscar-Preisträger), Drehbuchautor und Filmproduzent
- Anna Henckel-Donnersmarck (* 1973), deutsche Filmschaffende und Kuratorin
- Lara Cosima Henckel von Donnersmarck (* 2003), amerikanisch-deutsch-österreichisches Model und Influencer
- Elisalex Henckel-Donnersmarck (* 1980), österreichische Journalistin und ehem. Chefredakteurin von jetzt.at